# Pfyn
Pfyn is een gemeente en plaats in het Zwitserse kanton Thurgau, en maakt deel uit van het district Frauenfeld.
Pfyn telt 1862 inwoners.